# جيف بيانكي
جيف بيانكي (بالإنجليزية: Jeff Bianchi) هو لاعب كرة قاعدة أمريكي، ولد في 5 أكتوبر 1986 في لانكستر في الولايات المتحدة.

## وصلات خارجية
- جيف بيانكي على موقع دوري كرة القاعدة الرئيسي (الإنجليزية)
- جيف بيانكي على موقعبيزبول رفرنس.كوم (الدوري الرئيسي) (الإنجليزية)
- جيف بيانكي على موقعبيزبول رفرنس.كوم (الدوري الثانوي) (الإنجليزية)
- جيف بيانكي على موقع إي إس بي إن.كوم (أم.أل.بي) (الإنجليزية)
- جيف بيانكي على موقع مشجعي الرسوم البيانية (الإنجليزية)